# Stefan Lichański
Stefan Lichański (ur. 3 września 1914 w Warszawie, zm. 30 października 1983 tamże) – polski eseista i krytyk literacki. Długoletni redaktor PIW. Ojciec historyka literatury i kultury Jakuba Z. Lichańskiego.

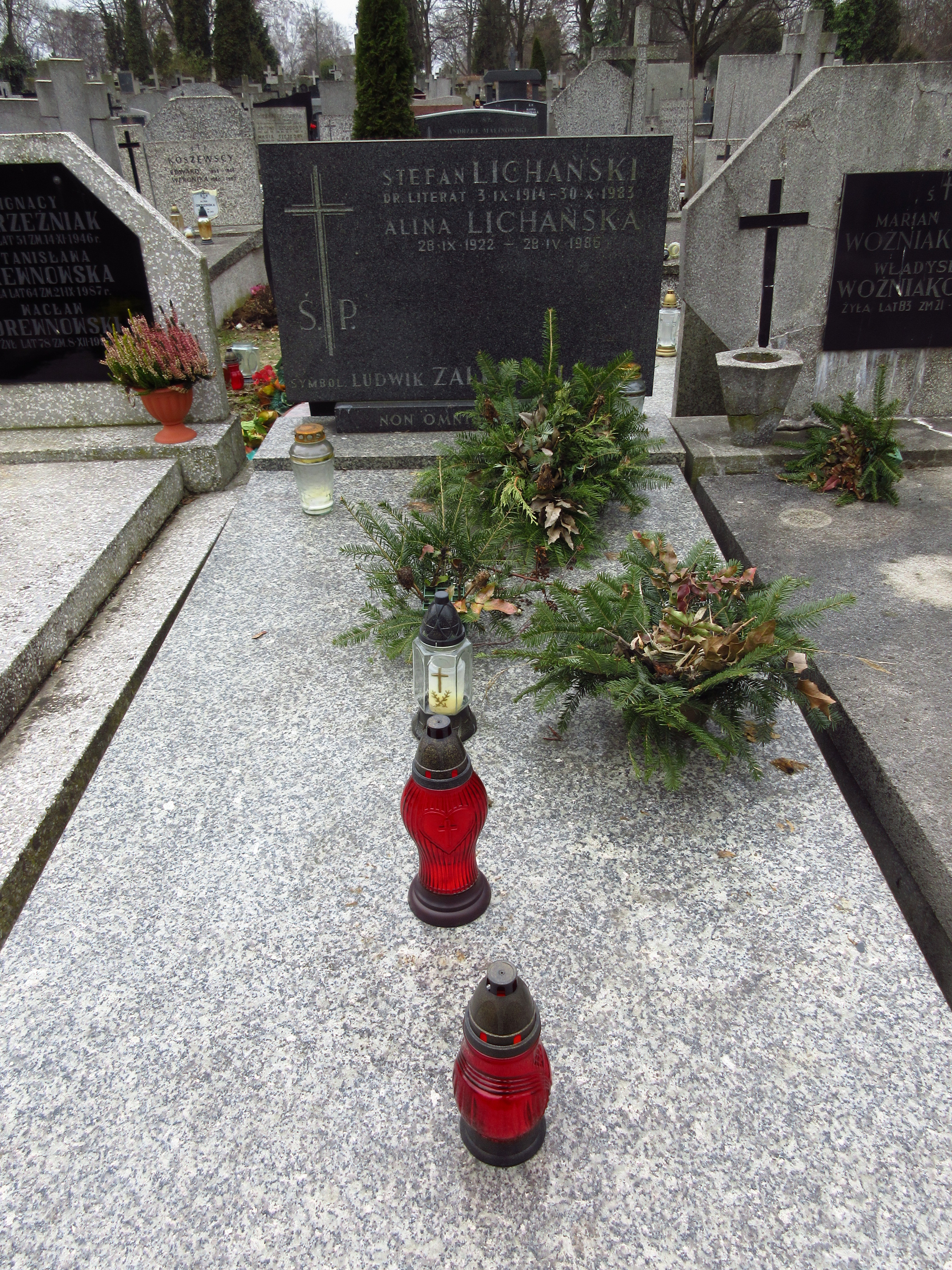
Grób Stefana Lichańskiego na Cmentarzu Bródnowskim.

Ukończył filologię polską na Uniwersytecie Łódzkim. Uzyskał stopień doktora na Uniwersytecie Warszawskim. Debiutował w 1937 na łamach tygodnika „Pion” jako krytyk literacki. W latach 1940–1942 był więźniem niemieckiego obozu koncentracyjnego KL Auschwitz. W latach 1945–1947 był redaktorem tygodnika „Wieś” (w Łodzi). Od 1952 mieszkał w Warszawie. W latach 1952–1956 był redaktorem tygodnika „Dziś i Jutro”. W 1975 otrzymał nagrodę państwową I stopnia za edytorstwo. Pochowany na cmentarzu Bródnowskim  w Warszawie (kwatera 27G-3-23).

## Twórczość
- O metodzie badań literatury ludowej
- Literatura i krytyka
- Kuszenie Hamleta
- Cienie i profile
- „Chłopi” Władysława Stanisława Reymonta
- Wśród mówiących prozą
- Władysław Stanisław Reymont
- Pisarstwo wsi i ziemi